# 6723 Chrisclark
6723 Chrisclark este un asteroid din centura principală de asteroizi.

## Descriere
6723 Chrisclark este un asteroid din centura principală de asteroizi. A fost descoperit pe 14 februarie 1991 la Observatorul Palomar de Eleanor Francis Helin. Asteroidul prezintă o orbită caracterizată de o semiaxă mare de 3,20 ua, o excentricitate de 0,14 și o înclinație de 17,7° în raport cu ecliptica.